# Jerry Scheff
Jerry Obern Scheff, född den 31 januari 1941, är en amerikansk basist, mest känd för sitt samarbete med Elvis Presley under 1960-talet, och under 1970-talet som medlem av hans TCB Band, samt sin medverkan på The Doors' sista inspelningar.

## Biografi
Scheff växte upp i Vallejo i Kalifornien. Efter att ha gjort värnplikt i den amerikanska flottan återvände han till Kalifornien där han fick olika uppdrag som studiomusiker i Los Angeles. Efter att ha uppträtt på the Sands nattklubb i Los Angeles tillsammans med den då 16-årige Billy Preston, Merry Clayton, och Don "Sugarcane" Harris, så medverkade han 1966 på sin första skivinspelning, The Association's "Along Comes Mary". Detta ledde vidare till att han tidigt fick medverka vid många andra skivinspelningar med Bobby Sherman, Johnny Mathis, Johnny Rivers, Neil Diamond, Nancy Sinatra, Pat Boone, Sammy Davis Jr., Bobby Vinton, The Monkees, The Everly Brothers, och the Nitty Gritty Dirt Band. 1971 medverkade han på skivan L.A. Woman, det sista albumet med The Doors med Jim Morrison, där Scheff spelade bas på samtliga skivspår.
I juli 1969 blev Scheff en av medlemmarna i Elvis Presley's turneband the TCB Band. Han medverkade i Presleys konserter från den 31 juli 1969 till den 23 februari 1973, och från den 24 april 1975 fram till Presley's sista show den 26 juni 1977 på den numera rivna Market Square Arena i Indianapolis, Indiana. Han medverkar på Elvis Presleys RCA-album som till exempel Aloha from Hawaii Via Satellite (Elvis' live-sända TV-konsert 1973), Elvis in Person at the International Hotel, Las Vegas, Nevada, On Stage, That's the Way It Is, i dokumentärfilmen Elvis – That's the Way It Is (1970), Elvis as Recorded at Madison Square Garden, i dokumentärfilmen Elvis On Tour (1972), From Elvis Presley Boulevard, Memphis, Tennessee and Moody Blue, bland många andra.
På senare år arbetade Scheff med Willy DeVille, Bob Dylan, John Denver, Elvis Costello, The Doors, Sam Phillips, Richard Thompson, och många andra artister. Scheff var också basist för Southern Pacific på deras debutalbum.  Han medverkade 1987 i den på kabel-TV sända konserten Roy Orbison and Friends, A Black and White Night. I juni 2009 spelade han för utsålda hus i Breda, Holland, med de kvarvarande medlemmarna av TCB Band.
Scheff har tre söner: Jason, Darin, and Lauren Scheff. Jason var basist i Chicago från 1985 till maj 2016. Jason Scheff var medförfattare till sången "Bigger Than Elvis", en av låtarna på Chicagos 21:a studioalbum "Stone of Sisyphus" som avsågs ges ut i mars 1994. Sången är sonen Jasons hyllning av sin pappa Jerry, med sång av Jason och med Jerry på bas. Som rutinerad studiomusiker spelade Jerry in "bas-spåret" innan sångpålägg – ovetande om textens innehåll med Jasons hyllning till honom. Skivan blev överraskande nobbad av skivbolaget och släpptes officiellt först 2008, men sången "Bigger Than Elvis" återfinns i samlingsvolymen Chicago: The Box från 2003 samt i många webversioner till exempel på Youtube.
Scheff författade 2012 sin musikaliska självbiografi med titeln Way Down: Playing Bass with Elvis, Dylan, the Doors, and More: The Autobiography of Jerry Scheff.
Scheff uppträdde i två konserter 2013 och 2014 i Birmingham (UK) med sångaren Janson Bloomer, där de framförde de mest kända låtarna från Elvis Presley, Bob Dylan, och the Doors.
I november 2017 uppträdde Scheff igen med Janson Bloomer och hans band, denna gång i New Brighton (UK).
Scheff var bosatt i Sverige 2015–2018, bland annat på Lilla Ön i Floda utanför Göteborg, där han samarbetade med Ulf Nilsson, mångårig medlem i The Cadillac Band. Efter att 2018–2022 varit bosatt i Berlin flyttade han tillbaka till USA och bosatte sig i Texas.

## Diskografi
| Diskografi (komplett) | Diskografi (komplett)                                                  | Diskografi (komplett)                   | Diskografi (komplett)                                                                    |
| År                    | Titel                                                                  | Grupp                                   | Instrument                                                                               |
| --------------------- | ---------------------------------------------------------------------- | --------------------------------------- | ---------------------------------------------------------------------------------------- |
| 2012                  | Come to Me/Well Kept Secret/Take Heart                                 | Juice Newton                            | Bass                                                                                     |
| 2012                  | The Complete Columbia Album Collection                                 | Johnny Cash                             | Bass                                                                                     |
| 2012                  | The RCA Albums Collection                                              | John Denver                             | Arranger, Bass, Rhythm Arrangements                                                      |
| 2011                  | A Collection                                                           | The Doors                               | Bass                                                                                     |
| 2011                  | Antelope Freeway/Equinox Express Elevator                              | Howard Roberts                          | Bass (Electric)                                                                          |
| 2011                  | Runt + Runt: The Ballad of Todd Rundgren                               | Todd Rundgren                           | Bass                                                                                     |
| 2011                  | Setlist: The Very Best of Elvis Presley Live                           | Elvis Presley                           | Bass                                                                                     |
| 2010                  | The Drugstore's Rockin'                                                | Pat Boone                               | Bass                                                                                     |
| 2009                  | Elvis 75                                                               | Elvis Presley                           | Bass                                                                                     |
| 2009                  | I Believe: The Gospel Masters                                          | Elvis Presley                           | Saxophone                                                                                |
| 2009                  | The End: A New Beginning                                               | Krondes, John                           | Bass                                                                                     |
| 2009                  | Walking on a Wire: 1968-2009                                           | Richard Thompson                        | Bass, Bass (Electric), Double Bass, String Bass                                          |
| 2009                  | Where the Action Is! Los Angeles Nuggets 1965-1968                     | Bass, Personnel                         |                                                                                          |
| 2008                  | Paisley Dreams                                                         | Tommy Roe                               | Bass, Musician                                                                           |
| 2008                  | Southbound/Fearless                                                    | Hoyt Axton                              | Bass, Bass Instrument, Featured Artist, Tuba                                             |
| 2008                  | Speechless/Gagged But Not Bound                                        | Albert Lee                              | Bass (Acoustic)                                                                          |
| 2008                  | Stone of Sisyphus: XXXII                                               | Chicago                                 | Bass, Guest Artist                                                                       |
| 2008                  | The Best of the Box                                                    | Roy Orbison                             | Bass, Main Personnel                                                                     |
| 2008                  | The Soul Of Rock 'n' Roll                                              | Roy Orbison                             | Bass, Bass Instrument, Main Personnel                                                    |
| 2007                  | Elvis: Viva Las Vegas                                                  | Elvis Presley                           | Bass                                                                                     |
| 2007                  | Four Decades of Folk Rock                                              | Bass                                    |                                                                                          |
| 2007                  | Pilgrims Progress                                                      | Mark Levine                             | Bass                                                                                     |
| 2007                  | The Best of Elvis Costello: The First 10 Years                         | Elvis Costello                          | String Bass                                                                              |
| 2006                  | Elvis Lives: The 25th Anniversary Concert                              | Elvis Presley                           | Musician                                                                                 |
| 2006                  | Elvis Lives: The 25th Anniversary Concert [DVD]                        | Elvis Presley                           | Musician                                                                                 |
| 2006                  | Hollywood Maverick: The Gary Paxton Story                              | Bass                                    |                                                                                          |
| 2006                  | Live in Los Angeles at PJ:s Club                                       | Barney Kessel                           | Bass, Group Member                                                                       |
| 2006                  | Other Voices/Full Circle                                               | The Doors                               | Bass                                                                                     |
| 2006                  | Perception                                                             | The Doors                               | Additional Personnel, Bass, Bass Instrument                                              |
| 2006                  | Southern Nights                                                        | Elvis Presley                           | Bass                                                                                     |
| 2006                  | Sugar Hill Records: A Retrospective [Box Set]                          | Bass, Bass (Electric)                   |                                                                                          |
| 2006                  | The Essential Roy Orbison                                              | Roy Orbison                             | Bass                                                                                     |
| 2006                  | Twenty Twenty: The Essential T Bone Burnett                            | T-Bone Burnett                          | Bass, Bass Instrument, Main Personnel, Percussion, String Bass                           |
| 2005                  | Crowded House/Temple of Low Men                                        | Crowded House                           | Bass                                                                                     |
| 2005                  | Live from Las Vegas                                                    | Elvis Presley                           | Bass, Guitar (Bass), Main Personnel                                                      |
| 2005                  | RetroSpecto                                                            | Eliza Gilkyson                          | Bass                                                                                     |
| 2004                  | Aloha from Hawaii Via Satellite [DVD Deluxe Edition]                   | Elvis Presley                           | Bass                                                                                     |
| 2004                  |                                                                        | Bakersfield Rebels                      | Bass                                                                                     |
| 2004                  | Beach Party: Garpax Surf 'N' Drag                                      |                                         | Bass                                                                                     |
| 2004                  | Boy Trouble: Garpax Girls                                              |                                         | Bass                                                                                     |
| 2004                  | Impossible Dream                                                       | Elvis Presley                           | Musician                                                                                 |
| 2004                  | Olympia 2003                                                           | Frank Michael                           | Bass, Group Member                                                                       |
| 2004                  | Who's Gonna Go Your Crooked Mile?                                      | Peter Case                              | Bass (Electric)                                                                          |
| 2003                  | Bob Dylan [Limited Edition Hybrid SACD Set]                            | Bob Dylan                               | Guitar (Bass)                                                                            |
| 2003                  | Chicago: The Box [Bonus DVD]                                           | Chicago                                 | Bass                                                                                     |
| 2003                  | Do Unto Others                                                         | Sandy Salisbury                         | Bass                                                                                     |
| 2003                  | Elvis at the International                                             | Elvis Presley                           | Bass                                                                                     |
| 2003                  | Elvis: Close Up                                                        | Elvis Presley                           | Accompaniment, Bass                                                                      |
| 2003                  | L.A. Woman/Morrison Hotel/The Doors                                    | The Doors                               | Bass                                                                                     |
| 2003                  | Legacy: The Absolute Best                                              | The Doors                               | Bass                                                                                     |
| 2003                  | Many Are the Times                                                     | Lee Mallory                             | Bass                                                                                     |
| 2003                  | Southern Pacific/Zuma                                                  | Southern Pacific                        | Bass (Electric), Bass (Upright), Vocals (Background)                                     |
| 2003                  | The First Sessions                                                     | Warren Zevon                            | Bass                                                                                     |
| 2003                  | Tuff and Stringy Sessions 1966-68                                      | Clarence White                          | Bass                                                                                     |
| 2002                  | Anything Anytime Anywhere (Singles 1979-2002)                          | Bruce Cockburn                          | Bass                                                                                     |
| 2002                  | Chambergrass: A Decade of Tunes From the Edges of Bluegrass            | Berline + Crary + Hickman               | Bass                                                                                     |
| 2002                  | Just the Right Sound: The Association Anthology [Rhino]                | The Association                         | Bass                                                                                     |
| 2002                  | Just the Right Sound: The Association Anthology [WEA]                  | The Association                         | Bass                                                                                     |
| 2002                  | Louisiana Rain                                                         | Gib Guilbeau                            | Bass                                                                                     |
| 2002                  | Sometimes Happy Times                                                  | Dotti Holmberg                          | Guitar (Bass)                                                                            |
| 2002                  | Songs Inspired by Literature: Chapter One                              | The Sibl Project                        | Primary Artist                                                                           |
| 2002                  | That's the Way It's Gonna Be                                           | Lee Mallory                             | Bass                                                                                     |
| 2002                  | The Definitive Monkees                                                 | The Monkees                             | String Bass                                                                              |
| 2002                  | Voices of the Millennium                                               | The Millennium                          | Bass                                                                                     |
| 2001                  | Action Packed: The Best of the Capitol Years                           | Richard Thompson                        | Bass                                                                                     |
| 2001                  | Blue Suede Shoes Collection                                            | Elvis Presley                           | Bass                                                                                     |
| 2001                  | Cadillac Walk: The Mink DeVille Collection                             | Mink DeVille                            | Bass                                                                                     |
| 2001                  | Live In Las Vegas                                                      | Elvis Presley                           | Bass                                                                                     |
| 2000                  | Christmas with Elvis Presley, Johnny Cash, and John Denver             |                                         | Bass                                                                                     |
| 2000                  | Elvis Rockabilly                                                       | Elvis Presley                           | Bass (Electric)                                                                          |
| 2000                  | Loose Ends                                                             | Larry John McNally                      | Bass                                                                                     |
| 2000                  | Misty Mirage                                                           | Curt Boettcher                          | Bass                                                                                     |
| 2000                  | Sandy                                                                  | Sandy Salisbury                         | Bass                                                                                     |
| 2000                  | Sing Australia (In Concert)                                            | John Denver                             | Bass                                                                                     |
| 2000                  | The Best of Rosie & the Originals                                      | Rosie & the Originals                   | Bass                                                                                     |
| 1999                  | A Hundred Lies                                                         | Malcolm Holcombe                        | Bass, Bass (Upright)                                                                     |
| 1999                  | Artist of the Century                                                  | Elvis Presley                           | Bass                                                                                     |
| 1999                  | Christmas                                                              | John Denver                             | Bass                                                                                     |
| 1999                  | Concert 1999 World Tour                                                | Elvis Presley                           | Bass                                                                                     |
| 1999                  | Shake, Rattle & Roll [MCA] [Original TV Soundtrack]                    |                                         | Bass                                                                                     |
| 1999                  | Slim Slo Slider/Home Grown                                             | Johnny Rivers                           | Bass                                                                                     |
| 1999                  | The Collection [RCA]                                                   | Elvis Presley                           | Bass                                                                                     |
| 1999                  | The Complete Studio Recordings                                         | The Doors                               | Bass                                                                                     |
| 1998                  | A Touch of Platinum, Vol. 2                                            | Elvis Presley                           | Unknown Contributor Role                                                                 |
| 1998                  | Anthology                                                              | The Monkees                             | String Bass                                                                              |
| 1998                  | Enchanted: The Works of Stevie Nicks                                   | Stevie Nicks                            | Bass                                                                                     |
| 1998                  | Guilty: 30 Years of Randy Newman                                       | Randy Newman                            | Bass                                                                                     |
| 1998                  | Like a Hurricane                                                       | Chris Hillman                           | Bass                                                                                     |
| 1998                  | North American Long Weekend                                            | Tom Freund                              | Bass                                                                                     |
| 1998                  | Slide                                                                  | Lisa Germano                            | Bass, Unknown Contributor Role                                                           |
| 1998                  | Somewhere in the Middle                                                | Eric Martin                             | Bass                                                                                     |
| 1997                  | 24 Karat Hits!                                                         | Elvis Presley                           | Unknown Contributor Role                                                                 |
| 1997                  | A Heavy Dose of Lyte Psych                                             |                                         | Unknown Contributor Role                                                                 |
| 1997                  | An Afternoon in the Garden                                             | Elvis Presley                           | Bass                                                                                     |
| 1997                  | Decade, 1988-1998                                                      | Jackopierce                             | Bass                                                                                     |
| 1997                  | Elvis: The Fool Album                                                  | Elvis Presley                           | Bass                                                                                     |
| 1997                  | Extreme Honey: The Very Best of Warner Brothers Years                  | Elvis Costello                          | 6-String Bass, Bass, Bass (Upright), Double Bass, Fuzz Guitar, Tuba                      |
| 1997                  | Just a Singer/A Cowboy Afraid of Horses                                | Lobo                                    | Bass, Musician                                                                           |
| 1997                  | Lay Me Down                                                            | Nancy Bryan                             | String Bass                                                                              |
| 1997                  | Platinum: A Life in Music                                              | Elvis Presley                           | Unknown Contributor Role                                                                 |
| 1997                  | The Very Best of Todd Rundgren                                         | Todd Rundgren                           | Bass                                                                                     |
| 1997                  | Vanguard Collector's Edition                                           |                                         | Bass (Electric)                                                                          |
| 1996                  | Braver Newer World                                                     | Jimmie Dale Gilmore                     | Bass                                                                                     |
| 1996                  | Greatest Hits [#1]                                                     | The Doors                               | Bass                                                                                     |
| 1996                  | Omnipop (It's Only a Flesh Wound Lambchop)                             | Sam Phillips                            | Bass                                                                                     |
| 1996                  | XXI                                                                    | Dwight Twilley                          | Bass                                                                                     |
| 1996                  | you? me? us?                                                           | Richard Thompson                        | Bass (Electric)                                                                          |
| 1995                  | Earth Songs                                                            | John Denver                             | Bass                                                                                     |
| 1995                  | For the Love of Harry: Everybody Sings Nilsson                         |                                         | Bass                                                                                     |
| 1995                  | Greatest Hits [Rhino]                                                  | The Monkees                             | Bass, String Bass                                                                        |
| 1995                  | Kojak Variety                                                          | Elvis Costello                          | Ampeg Baby Bass, Bass, Bass (Electric), Guitar (Bass), Hammond B3, Main Personnel, Piano |
| 1995                  | Ron Sexsmith                                                           | Ron Sexsmith                            | Bass                                                                                     |
| 1995                  | Solo Collection                                                        | Glenn Frey                              | Bass                                                                                     |
| 1995                  | Sweetwater                                                             | Elvis Costello                          | Unknown Contributor Role                                                                 |
| 1995                  | Torn Again                                                             | Peter Case                              | Bass                                                                                     |
| 1995                  | Tower of Song: The Songs of Leonard Cohen                              |                                         | Bass                                                                                     |
| 1995                  | Walk a Mile in My Shoes: The Essential 70's Masters                    | Elvis Presley                           | Bass                                                                                     |
| 1994                  | Beat the Retreat: Songs by Richard Thompson                            |                                         | Bass                                                                                     |
| 1994                  | Bob Dylan's Greatest Hits, Vol. 3                                      | Bob Dylan                               | Bass                                                                                     |
| 1994                  | Bringing on the Weather                                                | Jackopierce                             | Bass                                                                                     |
| 1994                  | Dart to the Heart                                                      | Bruce Cockburn                          | Bass, Guitar (Bass), Vocals                                                              |
| 1994                  | Greatest Hits [Curb]                                                   | Tommy Roe                               | Bass                                                                                     |
| 1994                  | Heartaches & Harmonies [Box Set]                                       | The Everly Brothers                     | Bass                                                                                     |
| 1994                  | Martinis & Bikinis                                                     | Sam Phillips                            | Musician, Unknown Contributor Role                                                       |
| 1994                  | Mirror Blue                                                            | Richard Thompson                        | Bass, Double Bass                                                                        |
| 1994                  | The Very Best of Elvis Costello and the Attractions                    | Elvis Costello                          | Double Bass, Fuzz Bass, String Bass                                                      |
| 1994                  | Unplugged Collection, Vol. 1                                           |                                         | Bass                                                                                     |
| 1994                  | Weapons of the Spirit                                                  | Marvin                                  | Bass, Vox Organ                                                                          |
| 1993                  | Spinout/Double Trouble                                                 | Elvis Presley                           | Bass                                                                                     |
| 1993                  | Take a Step over                                                       | Dan Crary                               | Bass, Bass Instrument                                                                    |
| 1993                  | Through the Looking Glass                                              | Eliza Gilkyson                          | Bass                                                                                     |
| 1993                  | Watching the Dark                                                      | Richard Thompson                        | Bass, Performer, Primary Artist                                                          |
| 1993                  | Way Down Deep in My Soul: The Best of Sugar Hill Gospel, Vol. 2        |                                         | Bass                                                                                     |
| 1992                  | 99.9 F°                                                                | Suzanne Vega                            | Bass                                                                                     |
| 1992                  | Strange Weather                                                        | Glenn Frey                              | Bass                                                                                     |
| 1992                  | The Criminal Under My Own Hat                                          | T-Bone Burnett                          | Bass                                                                                     |
| 1992                  | The Radical Light                                                      | Vonda Shepard                           | Bass                                                                                     |
| 1991                  | Arkansas Traveler                                                      | Michelle Shocked                        | Bass                                                                                     |
| 1991                  | Cruel Inventions                                                       | Sam Phillips                            | Bass                                                                                     |
| 1991                  | Deadicated: A Tribute to the Grateful Dead                             |                                         | Bass, Bass (Electric)                                                                    |
| 1991                  | Greatest Hits                                                          | Southern Pacific                        | Guitar (Bass)                                                                            |
| 1991                  | Listen to the Band                                                     | The Monkees                             | Unknown Contributor Role                                                                 |
| 1991                  | Mighty Like a Rose                                                     | Elvis Costello                          | 6-String Bass, Bass, Bass (Electric), Bass (Upright), Fuzz Bass, Guitar (Electric), Tuba |
| 1991                  | Rumor and Sigh                                                         | Richard Thompson                        | Bass                                                                                     |
| 1990                  | Christmas Like a Lullaby                                               | John Denver                             | Arranger, Bass, Main Personnel                                                           |
| 1990                  | Flower That Shattered the Stone                                        | John Denver                             | Bass                                                                                     |
| 1990                  | The Best of Delaney & Bonnie                                           | Delaney & Bonnie                        | Bass                                                                                     |
| 1990                  | The Best of Tommy Roe                                                  | Tommy Roe                               | Bass (Electric)                                                                          |
| 1989                  | A Black and White Night Live                                           | Roy Orbison                             | Bass                                                                                     |
| 1989                  | Great Balls of Fire                                                    |                                         | Bass                                                                                     |
| 1989                  | Maria McKee                                                            | Maria McKee                             | Bass                                                                                     |
| 1989                  | Mystery Girl                                                           | Roy Orbison                             | Bass, String Bass                                                                        |
| 1989                  | Spike                                                                  | Elvis Costello                          | Bass, Bass (Electric), Double Bass, Fuzz Bass                                            |
| 1989                  | The Man with the Blue Post Modern Fragmented Neo-Traditionalist Guitar | Peter Case                              | Bass, Bass (Electric), Bass (Upright), Guitar (Bass)                                     |
| 1988                  | A Black and White Night Live [Video]                                   | Roy Orbison                             | Bass                                                                                     |
| 1988                  | Amnesia                                                                | Richard Thompson                        | Bass                                                                                     |
| 1988                  | Gagged But Not Bound                                                   | Albert Lee                              | Bass                                                                                     |
| 1988                  | Pat McLaughlin                                                         | Pat McLaughlin                          | Bass                                                                                     |
| 1988                  | Salty Tears                                                            | Semi-Twang                              | Bass                                                                                     |
| 1988                  | The Alternate Aloha                                                    | Elvis Presley                           | Guest Artist                                                                             |
| 1988                  | The Indescribable Wow                                                  | Sam Phillips                            | Bass                                                                                     |
| 1988                  | Twice the Love                                                         | George Benson                           | Composer                                                                                 |
| 1987                  | Columbia Records 1958-1986                                             | Johnny Cash                             | Bass                                                                                     |
| 1987                  | Delgado Brothers                                                       | The Delgado Brothers                    | Bass                                                                                     |
| 1987                  | Out of Our Idiot                                                       | Elvis Costello                          | Bass                                                                                     |
| 1987                  | Stand Up                                                               | The Del Fuegos                          | Composer                                                                                 |
| 1987                  | The High Lonesome Sound                                                | Tim Scott                               | Bass                                                                                     |
| 1987                  | The Talking Animals                                                    | T-Bone Burnett                          | Bass, Guest Artist, Musician                                                             |
| 1987                  | The Turning                                                            | Sam Phillips                            | Bass                                                                                     |
| 1986                  | Crowded House                                                          | Crowded House                           | Bass                                                                                     |
| 1986                  | Daring Adventures                                                      | Richard Thompson                        | Bass, Bass (Electric), Bass (Upright), Guest Artist, Main Personnel, String Bass         |
| 1986                  | King of America                                                        | Elvis Costello                          | Bass, Bass (Electric), Double Bass, Guitar (Bass), Main Personnel, String Bass           |
| 1986                  | One World                                                              | John Denver                             | Arranger, Bass                                                                           |
| 1986                  | Peter Case                                                             | Peter Case                              | Unknown Contributor Role                                                                 |
| 1986                  | T Bone Burnett                                                         | T-Bone Burnett                          | Bass, String Bass                                                                        |
| 1986                  | Wild Dogs                                                              | Dwight Twilley                          | Bass                                                                                     |
| 1985                  | Dreamland Express                                                      | John Denver                             | Arranger, Bass                                                                           |
| 1985                  | Ever Call Ready                                                        | Ever Call Ready                         | Bass, Bass (Vocal), Member of Attributed Artist, Primary Artist, Vocals                  |
| 1985                  | Southern Pacific                                                       | Southern Pacific                        | Bass, Vocals                                                                             |
| 1984                  | Desert Rose                                                            | Chris Hillman                           | Bass, Bass (Acoustic), Guitar (Acoustic), Guitar (Electric), Main Personnel              |
| 1984                  | Greatest Hits, Vol. 3                                                  | John Denver                             | Bass                                                                                     |
| 1984                  | Slamdance                                                              |                                         | Bass                                                                                     |
| 1983                  | Alive, She Cried                                                       | The Doors                               | Bass                                                                                     |
| 1983                  | It's About Time                                                        | John Denver                             | Arranger, Bass                                                                           |
| 1983                  | Johnny 99                                                              | Johnny Cash                             | Drums                                                                                    |
| 1982                  | Morrison Hotel/L.A. Woman                                              | The Doors                               | Bass                                                                                     |
| 1982                  | Seasons of the Heart                                                   | John Denver                             | Arranger, Bass                                                                           |
| 1980                  | Le Chat Bleu                                                           | Mink DeVille                            | Bass                                                                                     |
| 1978                  | An American Prayer                                                     | Jim Morrison, The Doors                 | Bass                                                                                     |
| 1978                  | Demis Roussos [Mercury]                                                | Demis Roussos                           | Bass                                                                                     |
| 1978                  | Ever Call Ready                                                        | Chris Hillman                           | Bass, Primary Artist, Vocals                                                             |
| 1978                  | Oh! Brother                                                            | Larry Gatlin & the Gatlin Brothers Band | Bass                                                                                     |
| 1978                  | Randy Richards                                                         | Randy Richards                          | Bass                                                                                     |
| 1978                  | Street Legal                                                           | Bob Dylan                               | Bass, Guitar (Bass)                                                                      |
| 1978                  | T.N.T.                                                                 | Tanya Tucker                            | Bass                                                                                     |
| 1978                  | Well Kept Secret                                                       | Juice Newton                            | Bass                                                                                     |
| 1977                  | Broken Blossom                                                         | Bette Midler                            | Bass, Guitar (Bass)                                                                      |
| 1977                  | Road Songs                                                             | Hoyt Axton                              | Bass                                                                                     |
| 1977                  | Spirit of a Woman                                                      | American Flyer                          | Bass, Unknown Contributor Role                                                           |
| 1977                  | The Other Side                                                         | Tufano & Giammarese Band                | Bass                                                                                     |
| 1976                  | Fearless                                                               | Hoyt Axton                              | Bass                                                                                     |
| 1976                  | Photograph                                                             | Melanie                                 | Bass                                                                                     |
| 1975                  | A Cowboy Afraid of Horses                                              | Lobo                                    | Bass                                                                                     |
| 1975                  | Ain't It Good to Have It All                                           | Jim & Ginger                            | Guitar (Bass)                                                                            |
| 1975                  | Paxton Brothers                                                        | Paxton Brothers                         | Bass                                                                                     |
| 1975                  | Valdy                                                                  | Valdy                                   | Bass                                                                                     |
| 1974                  | The Golden Scarab                                                      | Ray Manzarek                            | Bass                                                                                     |
| 1973                  | Aloha from Hawaii: Via Satellite                                       | Elvis Presley                           | Guitar (Bass), Main Personnel                                                            |
| 1973                  | Buckingham Nicks                                                       | Buckingham Nicks                        | Bass                                                                                     |
| 1973                  | Dylan [1973]                                                           | Bob Dylan                               | Bass                                                                                     |
| 1973                  | Great Scott                                                            | Tom Scott                               | Bass                                                                                     |
| 1973                  | Letters to My Head                                                     | Mike Deasy                              | Bass                                                                                     |
| 1973                  | Lookin' for a Smile                                                    | Gladstone                               | Bass                                                                                     |
| 1972                  | Elvis as Recorded at Madison Square Garden                             | Elvis Presley                           | Bass                                                                                     |
| 1972                  | Benny                                                                  | Benny Hester                            | Bass                                                                                     |
| 1972                  | Equinox Express Elevator                                               | Howard Roberts                          | Bass                                                                                     |
| 1972                  | I've Found Someone of My Own                                           | The Free Movement                       | Bass                                                                                     |
| 1972                  | Gladstone                                                              | Gladstone                               | Bass                                                                                     |
| 1972                  | Through the Eyes of a Horn                                             | Jim Horn                                | Bass                                                                                     |
| 1972                  | Weird Scenes Inside the Gold Mine                                      | The Doors                               | Bass                                                                                     |
| 1971                  | America's Sweetheart                                                   | Sandy Szigeti                           | Bass                                                                                     |
| 1971                  | Helen Reddy [Capitol]                                                  | Helen Reddy                             | Guitar (Bass)                                                                            |
| 1971                  | Home Grown                                                             | Johnny Rivers                           | Bass                                                                                     |
| 1971                  | L.A. Woman                                                             | The Doors                               | Additional Personnel, Bass, Bass Instrument                                              |
| 1971                  | Minnows                                                                | Marc Benno                              | Bass                                                                                     |
| 1971                  | Other Voices                                                           | The Doors                               | Bass                                                                                     |
| 1971                  | Runt: The Ballad of Todd Rundgren                                      | Todd Rundgren                           | Bass                                                                                     |
| 1971                  | Sunstorm                                                               | John Stewart                            | Bass                                                                                     |
| 1970                  | Ananda Shankar                                                         | Ananda Shankar                          | Bass, Guitar (Bass), Main Personnel                                                      |
| 1970                  | Elvis in Person at the International Hotel, Las Vegas, Nevada          | Elvis Presley                           | Bass                                                                                     |
| 1970                  | Marc Benno                                                             | Marc Benno                              | Bass                                                                                     |
| 1970                  | On Stage - February 1970                                               | Elvis Presley                           | Bass, Guitar (Bass), Main Personnel                                                      |
| 1970                  | Slim Slo Slider                                                        | Johnny Rivers                           | Bass                                                                                     |
| 1970                  | That's the Way It Is                                                   | Elvis Presley                           | Bass                                                                                     |
| 1970                  | To Bonnie from Delaney                                                 | Delaney & Bonnie                        | Bass                                                                                     |
| 196?                  | Mother Hen                                                             | Mother Hen                              | Bass                                                                                     |
| 1969                  | Goodnight Everybody                                                    | Mary McCaslin                           | Bass                                                                                     |
| 1969                  | Inner Dialogue                                                         | Inner Dialogue                          | Group Member                                                                             |
| 1969                  | Nancy                                                                  | Nancy Sinatra                           | Guitar (Bass)                                                                            |
| 1969                  | Running Down the Road                                                  | Arlo Guthrie                            | Bass, Unknown Contributor Role                                                           |
| 1969                  | The Moonstone                                                          | Tommy Flanders                          | Bass, Musician                                                                           |
| 1968                  | Head                                                                   | The Monkees                             | Bass                                                                                     |
| 1968                  | Sounds of Goodbye                                                      | Gosdin Brothers                         | Bass                                                                                     |
| 1968                  | The Holy Mackerel                                                      | The Holy Mackerel                       | Bass                                                                                     |
| 1967                  | Friar Tuck & His Psychedelic Guitar                                    | Friar Tuck and His Psychedelic Guitar   | Bass                                                                                     |
| 1967                  | Here's to You                                                          | Hamilton Camp                           | Bass, Tuba                                                                               |
| 1967                  | It's Now Winters Day                                                   | Tommy Roe                               | Bass                                                                                     |
| 1967                  | Phantasy                                                               | Tommy Roe                               | Musician                                                                                 |
| 1965                  | On Fire                                                                | Barney Kessel                           | Bass                                                                                     |
| 1964                  | The Daily Trip                                                         | Your Gang                               | Bass                                                                                     |
| 1964                  | The New Mustang & Other Hot Rod Hits                                   | Road Runners                            | Bass                                                                                     |
|                       | Dan Cassidy                                                            | Dan Cassidy                             | Bass                                                                                     |
|                       | Delivers One More Hallelujah                                           | John Hurley                             | Bass, Guitar (Bass)                                                                      |
|                       | Freeway Gypsy                                                          | Lynne Hughes                            | Guitar (Bass)                                                                            |
|                       | Handcuffed to a Heartache                                              | Mary K. Miller                          | Bass                                                                                     |
|                       | Jimmy Miller Productions 1976-1979                                     | Joey Stec                               | Guitar (Bass), Main Personnel                                                            |
|                       | Working!                                                               | Bobby Jameson                           | Guitar (Bass)                                                                            |